# Causse du Larzac
Pour les articles homonymes, voir Larzac (homonymie).
 (avril 2023).
Si vous disposez d'ouvrages ou d'articles de référence ou si vous connaissez des sites web de qualité traitant du thème abordé ici, merci de compléter l'article en donnant les références utiles à sa vérifiabilité et en les liant à la section « Notes et références ».

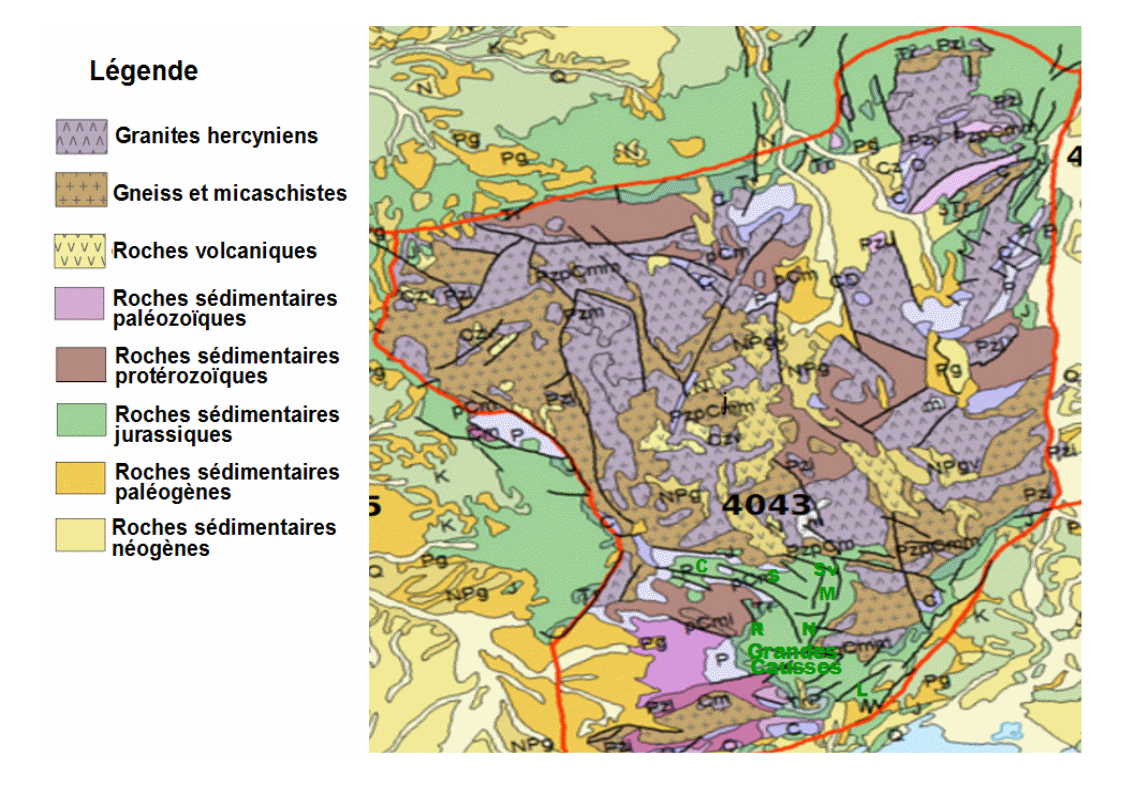
Carte géologique des Grands Causses :
C=Comtal ; S=Séverac ; Sv=Sauveterre ; M=Méjean ; N=Noir ; R=Rouge ; L=Larzac.

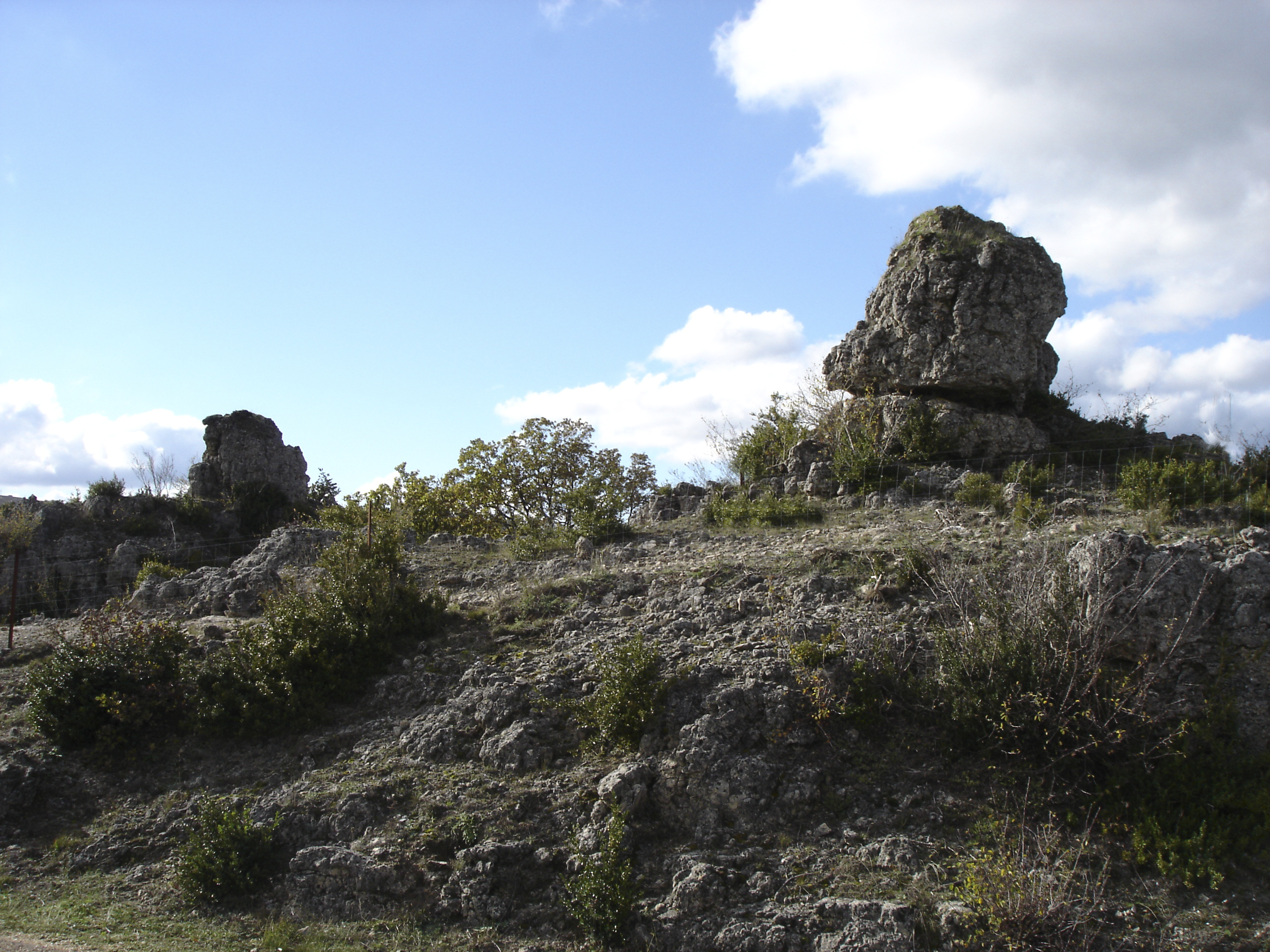
Rochers sur le causse du Larzac.

Le causse du Larzac est un haut plateau karstique français du sud du Massif central qui s'étend entre Millau (Aveyron) et Lodève (Hérault).
L'ensemble (relief, architecture, occupation du sol) est assez original pour avoir incité à la création du parc naturel régional des Grands Causses et être inscrit au patrimoine mondial de l'UNESCO. Le site est célèbre pour avoir été le point de départ d'un mouvement de désobéissance civile dans les années 1970, la lutte du Larzac.

## Toponymie
À l'origine, le toponyme Larzac désignait des territoires situés dans le nord du plateau que l'on retrouve dans le nom de l'église ruinée de Saint Étienne de Larzac (Viala-du-Pas-de-Jaux, Aveyron) ; alors, que la partie sud du plateau était connue sous le nom d'Alajou, toponyme encore présent dans le nom de certains villages des environs du Caylar (Saint-Michel d'Alajou) dans l'Hérault. Par la suite, le nom de « Larzac » (sans l'article) a été emprunté pour désigner l'ensemble du plateau.

## Géographie
Le Larzac est le plus vaste et le plus méridional de tous les causses du Massif central. Il se situe principalement dans le département de l'Aveyron. Son altitude est comprise entre 600 mètres et 1 060 mètres environ. Ses limites naturelles sont souvent nettes, matérialisées par des cours d'eau qui contribuent à son érosion. Il s'étend au nord-est jusqu'à la Dourbie qui le sépare du causse Noir ; au nord-ouest, il est bordé par la rivière Tarn qui le sépare du causse Rouge. À l'ouest, il atteint la dépression de Roquefort.

## Géologie
Le causse du Larzac est un vaste plateau de calcaire datant de l'ère jurassique relativement nivelé par l'érosion et séparé des autres plateaux et montagnes par des rivières coulant au fond de gorges et de vallées profondes. Les sols sont en général superficiels à très superficiels et drainant fortement l'eau mais on y rencontre des dolines qui sont des dépressions concentrant le résultat de l'érosion donc avec des sols profonds, rouges et décarbonatés.
Les roches sont constituées de calcaires : carbonate de calcium (CaCO3) ou de dolomie : carbonate double de calcium et magnésium (CaMg(CO3)2). Le premier donne des reliefs très lapiazés, avec doline, aven, ouvala et poljé dont le développement s'est souvent effectué en relation avec les failles. Le second est moins soluble que le premier et se désengraine plus qu'il ne se solubilise, donnant des reliefs irréguliers et en particulier des tourelles.
Des falaises blanches et massives appartenant aux étages géologiques bajocien, bathonien ou à la superposition des deux amorcent à certains endroits de ce plateau la descente vers ses frontières.
Sous le plateau, comme dans les autres régions karstiques, existent grottes et cavités (aven). Par temps de pluie, les années spécialement pluvieuses, il peut y avoir débordement et formation de lacs temporaires comme celui des Rives.

## Climat
Les étés peuvent être chauds et parfois orageux.
L'hiver, le climat peut parfois être rude. Ce causse peut être enneigé avec formation de petites congères et des températures basses.

## Faune et flore

### Faune
La diversité faunistique est bien représentée dans ce massif avec une présence de :
- sangliers[4]
- chevreuils (migrations naturelles depuis les Landes de Gascogne)[4]
- rapaces de toutes espèces y compris les vautours
- cerfs élaphes (migrations naturelles depuis les Cévennes)[4]
- pics verts
- huppes
- hérons cendrés
- genettes
- fouines
- lièvres
- lapins
- perdrix rouge
- faisan
- blaireaux
- tourterelle turque
- castors
- rats musqués
- truite fario (souche naturelle, Tarn, Vis, Dourbie et Durzon)
- chevesnes (Tarn et Dourbie)
- écrevisse signal (espèce étrangère invasive porteuse saine de la peste de l'écrevisse Aphanomyces astaci, Tarn)

Espèces éteintes :
- écrevisse à pattes rouges (Tarn, Vis, Dourbie et Durzon, détruite par la peste de l'écrevisse)
- loup (éradiqué mais apparitions sporadiques)

#### Modes et périodes de chasse
- battue à l'automne et en hiver : cerfs, sangliers, chevreuils
- approche, affût pour le tir des mâles pendant le brame à partir de l'ouverture : cerfs
- approche, affût durant l'été : chevreuils

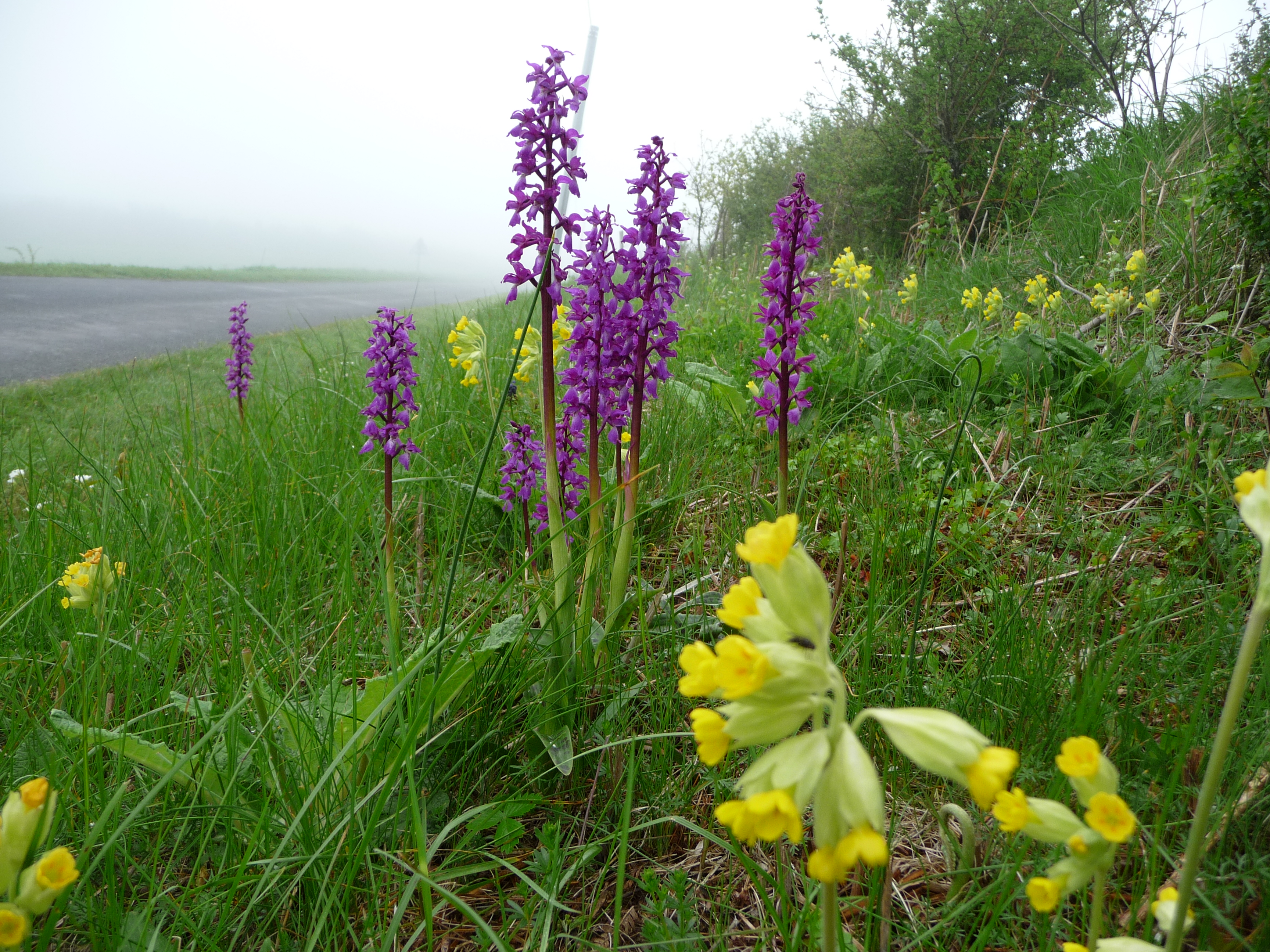
Coucous (primevère) et orchidées de toutes sortes sont communs sur le causse.

## Histoire
Du XIIe au XIVe siècle, l'Ordre du Temple puis celui des Hospitaliers ont agrandi des villages situés dans les recoins stratégiques du causse du Larzac. Cinq lieux médiévaux témoignent de leur présence.
L'exode rural a dépeuplé nombre de hameaux : de 1866 à 1968, le Larzac a perdu les deux tiers de ses habitants[Combien ?]. Mais, depuis 1968, dans la zone revendiquée à l'époque par le gouvernement pour les militaires, cela s'est arrêté et la population n'a cessé de rajeunir.
L'eau de pluie est abondante mais les citernes pouvant la recueillir sont laborieuses à construire. L'habitat est groupé, à la fois par manque de sources sur la partie haute du massif et à cause du poids de l'histoire : les Templiers et Hospitaliers ont regroupé les populations à L'Hospitalet, à La Couvertoirade et ailleurs.

### Lutte des paysans contre le camp militaire

Logo du mouvement, représentant une cardabelle rouge.

En octobre 1971, le gouvernement français, sous la direction du ministre de la Défense, Michel Debré, décida de l'agrandissement du camp militaire. Les paysans, voués à l'expropriation de leurs terres, et leurs sympathisants s'opposèrent à ce projet d'extension, qui fut finalement annulé en 1981 par le nouveau président de la République, François Mitterrand, après dix ans de luttes non violentes. Sorti le 23 novembre 2011, le film Tous au Larzac de Christian Rouaud retrace l'histoire de cette lutte.

### Larzac 2003: symbole des luttes populaires
Du 8 au 10 août 2003, le plateau du Larzac a été le lieu d'une importante manifestation altermondialiste (appelée Larzac 2003), répondant à l'appel de la Confédération paysanne et d'un vaste collectif d'associations et de syndicats. Plus de 200 000 personnes se sont réunies pendant ces trois jours pour réfléchir aux impacts de la libéralisation du commerce sur leur vie quotidienne.

### Société Civile des Terres du Larzac
La SCTL est une société ayant pour objet la gestion du patrimoine bâti et non bâti de l'État français sur le plateau du Larzac. Ce patrimoine provient des achats et expropriations réalisés en vue de l'extension du camp militaire. Ce projet d'extension ayant été annulé en mai 1981 sous la pression des agriculteurs du Larzac et d'une partie de l'opinion publique, l'État est devenu propriétaire de 63 km2 de terres agricoles et de divers immeubles. Les agriculteurs, soucieux de poursuivre l'exploitation agricole des terres, créent en février 1982, une commission intercantonale pour l'aménagement foncier du Larzac (CIAF) et une commission communale d'aménagement foncier (CCAF) dans chacune des douze communes concernées. Dès décembre 1982, ils recherchent un outil de gestion des terres qui soit indépendant de l'État. C'est ainsi qu'est créée la Société Civile des Terres du Larzac qui reçoit, par bail emphytéotique, les 63 km2 de terres.
Ainsi, les exploitants sont non pas propriétaires de leur terre mais simplement preneurs, qu'ils n'ont donc pas à acheter, mais ils doivent quitter leur ferme dès qu'ils cessent leur activité, laquelle sera reprise par une nouvelle personne.

## Économie

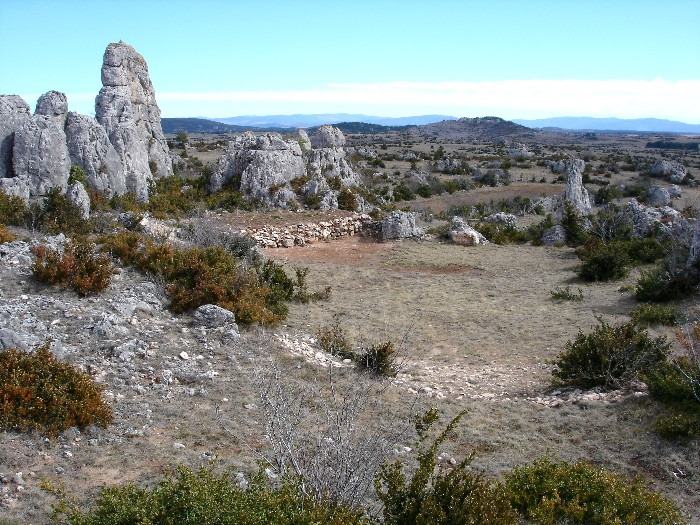
Plateau du Larzac

Ce territoire à vocation agricole a une économie caractérisée par une agriculture traditionnelle extensive tournée vers l'élevage pour la production laitière de brebis destinée à l'élaboration des fromages de roquefort, pérail, tome et la production de veaux et agneaux destinés à l'engraissement.
Les parcours sont majoritaires et permettent au bétail de pâturer sur les immenses pelouses.
Les dolines conviennent bien à diverses cultures : légumineuses, céréales… Jusqu'à la Première Guerre mondiale, la croissance lente des arbres de plein vent concentrés dans les haies a obligé les paysans à concevoir une architecture privilégiant la pierre (arches et voûtes) pour la construction des bergeries, des fermes, des citernes… Depuis, le paysage s'est métamorphosé avec la déprise agricole des terres les moins productives. Le bois est beaucoup plus présent et représente une petite économie forestière.
Le Larzac est sillonné du nord au sud par un nouveau tronçon de l'autoroute A75 qui assure la liaison entre le Nord de la France et la Méditerranée via le Massif central. Il débouche sur le plateau au sud par le Pas de l'Escalette et au nord par le viaduc de Millau qui a attiré un nombre exceptionnel de curieux durant les mois qui ont suivi son inauguration.
La ligne SNCF Béziers - Neussargues contourne le Larzac par l'ouest.

### Les communes du Larzac
Aveyron
- Cornus
- Creissels
- La Cavalerie
- La Couvertoirade
- Lapanouse-de-Cernon
- La Roque-Sainte-Marguerite
- L'Hospitalet-du-Larzac
- Millau
- Nant
- Sainte-Eulalie-de-Cernon
- Saint-Georges-de-Luzençon
- Viala-du-Pas-de-Jaux

Gard
- Vissec

Hérault
- Le Caylar
- Le Cros
- Les Rives
- Saint-Félix-de-l'Héras
- Saint-Maurice-Navacelles
- Saint-Michel
- Saint-Pierre-de-la-Fage
- Sorbs
- La Vacquerie-et-Saint-Martin-de-Castries

## Natura 2000
Le causse du Larzac englobe ou est bordé de plusieurs territoires qui sont inclus dans le Réseau Natura 2000 :
- causse du Larzac,
- cirque de Saint Paul des Fonts et de Tournemire,
- cirque et grotte du Boundoulaou,
- gorges de la Dourbie,
- plateau et corniche du Guilhaumard,
- sèrre (crête, sommet, corniche) de Cougouille,
- gorges de la Vis et de la Virenque.

## Fortifications médiévales
Cinq bourgs médiévaux fortifiés occupent le plateau du Larzac :
- La Cavalerie,
- La Couvertoirade,
- Saint-Jean-d'Alcas,
- Sainte-Eulalie-de-Cernon,
- Viala-du-Pas-de-Jaux.

## Camp militaire

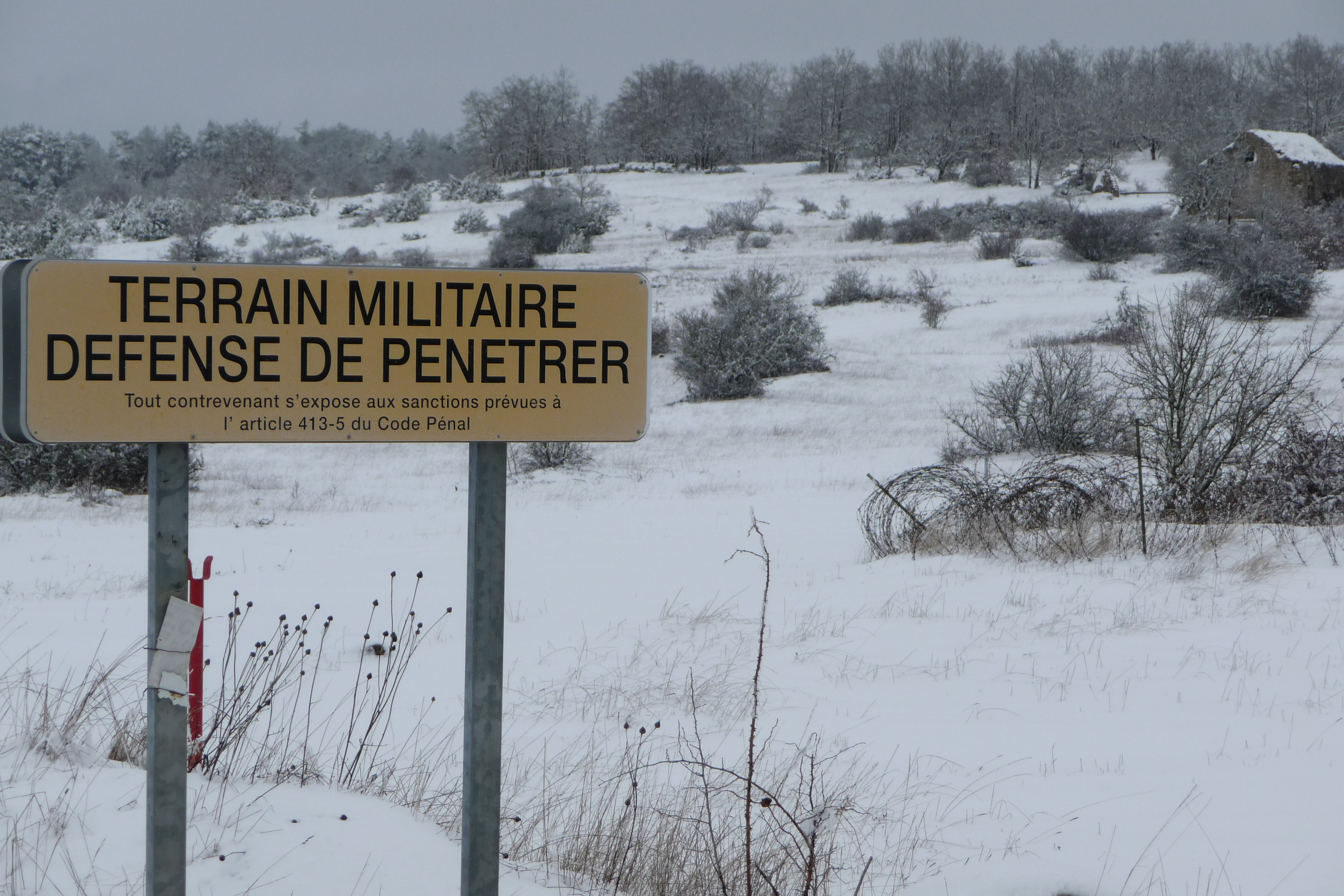
Un des nombreux panneaux du camp militaire du Larzac.

Un camp militaire, achevé en juin 1902, occupe une large part du plateau du Larzac. Il est utilisé comme camp de rétention pour 3 000 Algériens pendant la guerre d'Algérie. Son extension a été envisagée en 1970 ; la décision a été annulée en 1981 (voir la lutte contre le camp militaire du Larzac).
Implanté territorialement sur les communes de La Cavalerie, de Millau et de Nant, le camp du Larzac fait partie de la zone de gestion du parc naturel régional des Grands Causses. Ce parc s'étend sur 326,76 km2 dont 30,43 km2 sont réservés aux activités militaires du Centre d'Entraînement de l'Infanterie au Tir Opérationnel (CEITO).

## Piste d'aviation
Aérodrome de Millau-Larzac, situé à 18 km au SE de Millau, 2 km au SE de La Cavalerie et 2 km au NO de L'Hospitalet-du-Larzac. Piste revêtue de 1700 x 30 mètres. Altitude 794 mètres. 43° 59′ 21″ N, 3° 11′ 00″ E
En 1930, Millau - Larzac - Plaine du Temple, était déjà aérodrome militaire et camp d'instruction. Le terrain faisait 650 x 800 mètres. Il était qualifié de ferme et utilisable en toute saison.

## Photographies

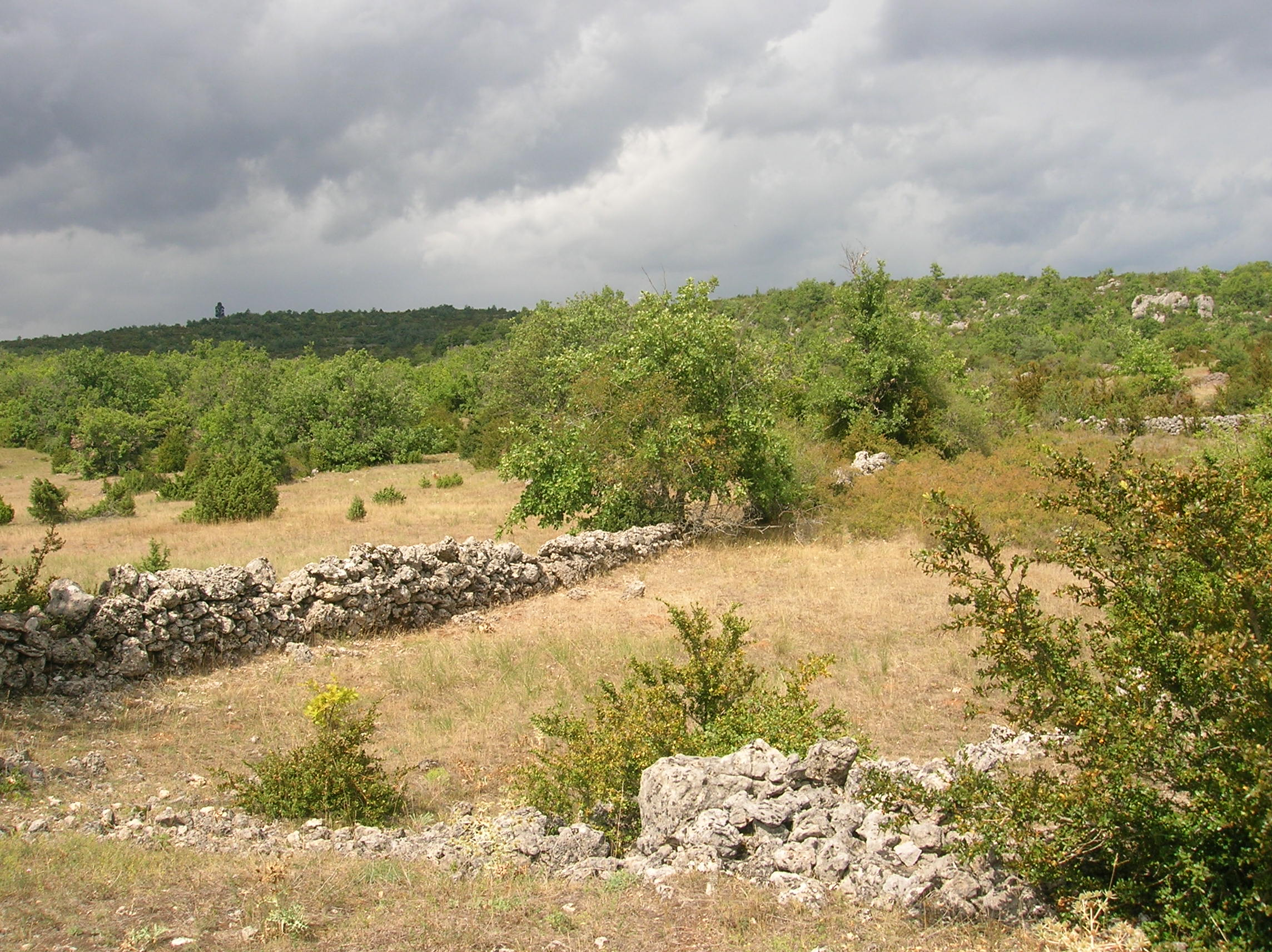
Paysage agricole.
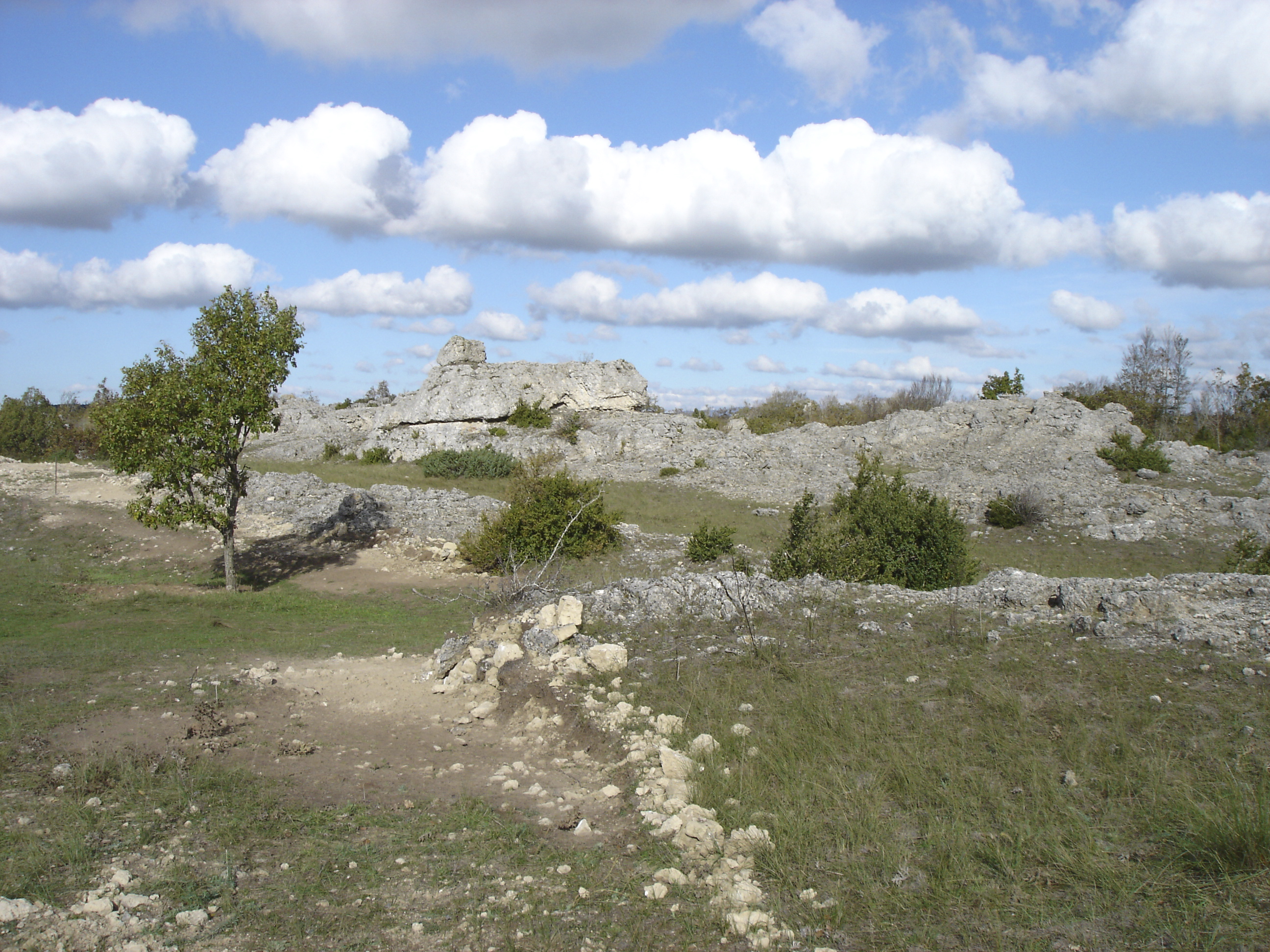
Paysage typique.
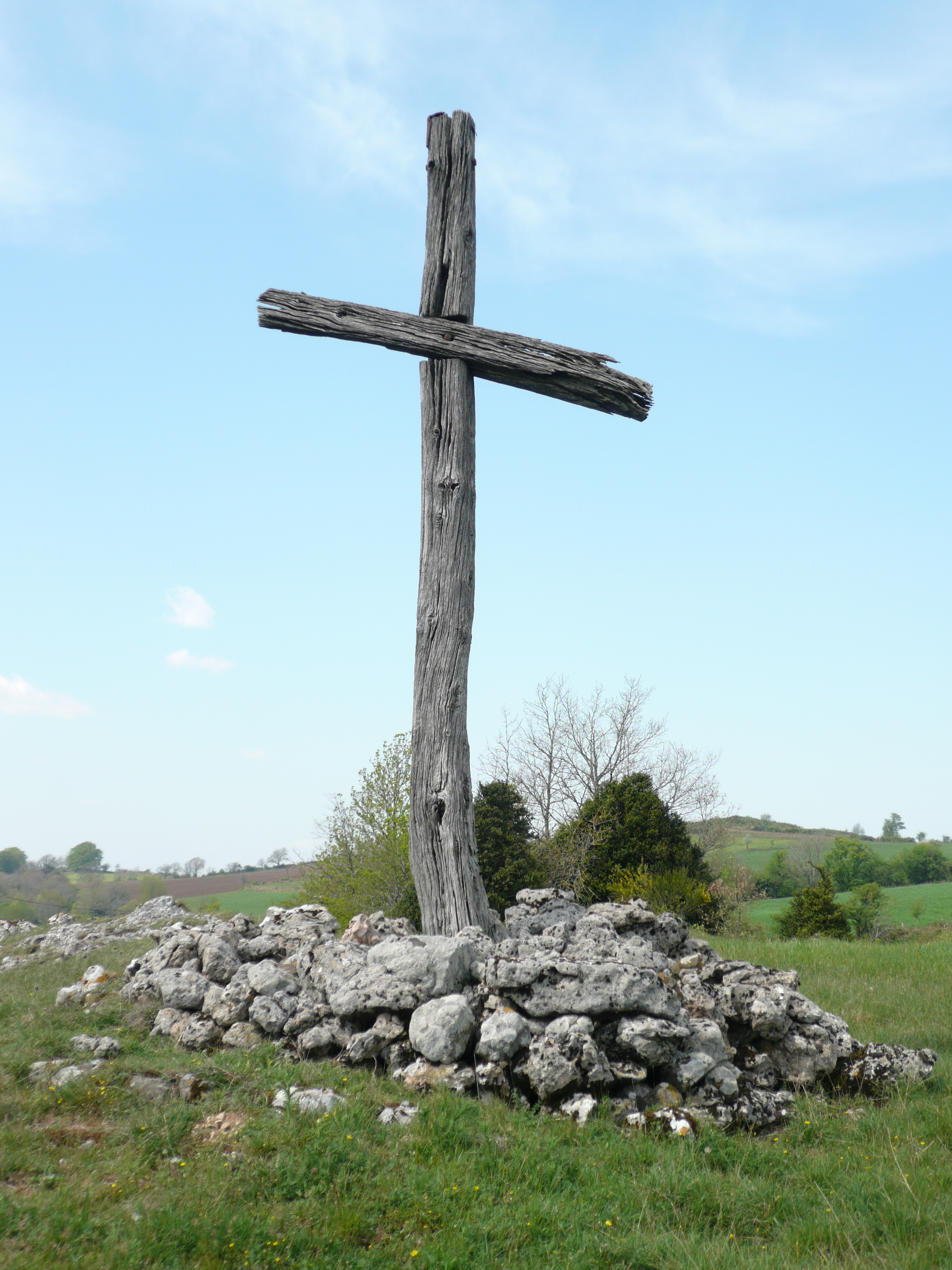
Croix entre Les Rives et La Bastide des Fonts.
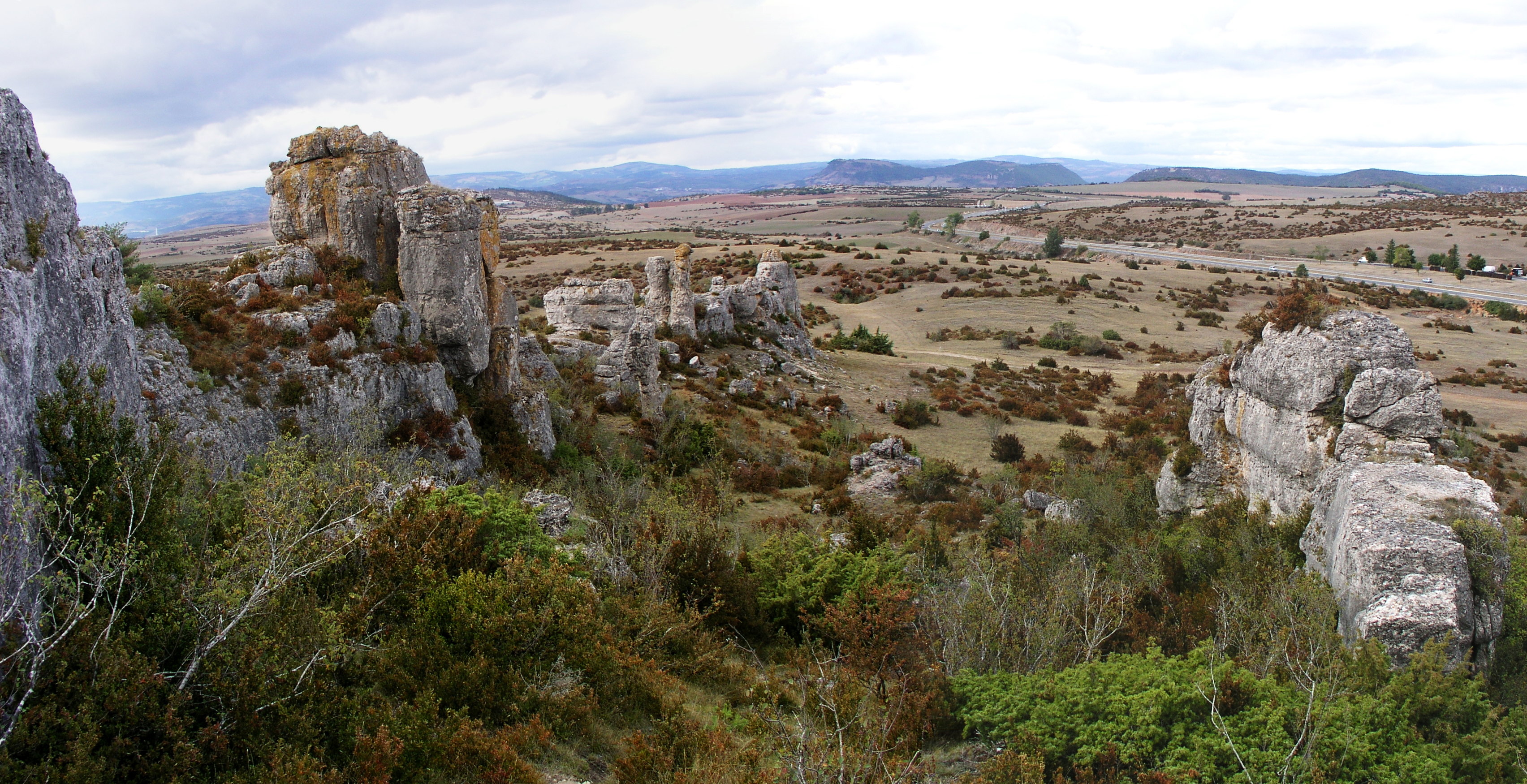
Paysage vu depuis le Rajal del Gorp à Millau.
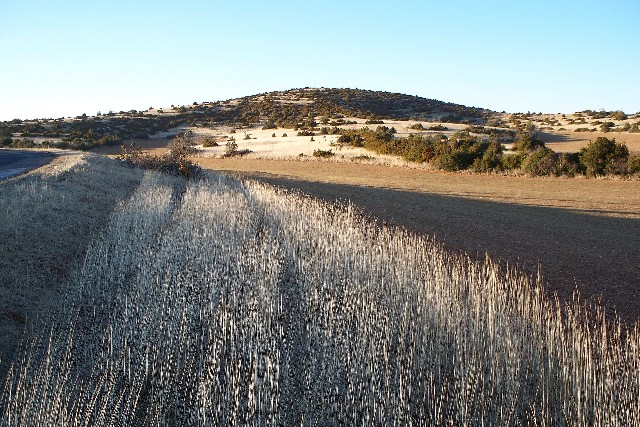
Le puech de Cougouille, point culminant (912 mètres).
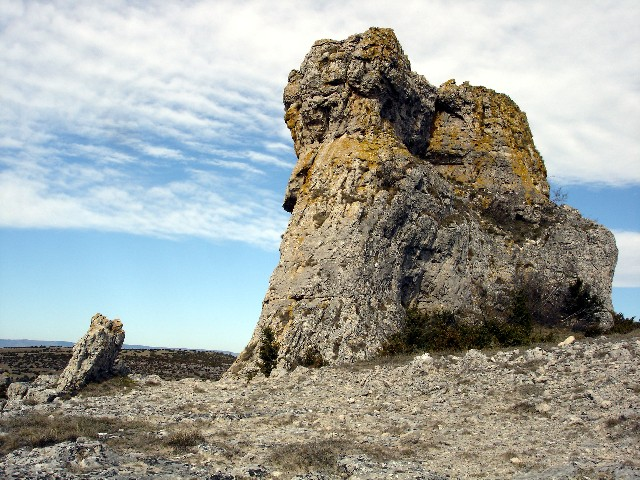
Rocher dolomitique.

## Le Larzac au cinéma et à la télévision
- 2022 : Touroulis, voyage entre le Larzac et le Causse Comtal, film documentaire.
- 2011 : Tous au Larzac, Christian Rouaud, film documentaire[6].
- 2011 : Du poil de la bête, Sylvain Drécourt, comédie[6].
- 2011 : La Clé des champs, Claude Nuridsany, Marie Pérennou[6].
- 2010 : Les Chants de Mandrin, Rabah Ameur-Zaïmeche[6].
- 2009 : Les brebis font de la résistance, Catherine Pozzo Di Borgo, film documentaire.
- 1981 : Malevil, film de science-fiction post-apocalyptique de Christian de Chalonge.
- 1974 : Gardarem lo Larzac, documentaire de Philippe Haudiquet, Dominique Bloch et Isabelle Levy.
- 1966 : La Grande Vadrouille, Gérard Oury, comédie.